# Пантеліс Капетанос
Пантеліс Капетанос (грец. Παντελής Καπετάνος, 8 червня 1983, Птолемаїда, Греція) — грецький футболіст, нападник. Брат футболіста Костаса Капетаноса.

## Спортивна кар'єра
Пантеліс Капетанос почав футбольну кар'єру розпочав у складі клубу третього дивізіону Греції Гамма Етнікі «Козані» однойменного міста. Пізніше грав в клубах Грецької Суперліги «Іракліс» та АЕК. У 2008 році перейшов до одного з найсильніших румунських клубів «Стяуа», уклавши з ним контракт на 1 рік з можливістю його продовження ще на 2 роки. У свій перший сезон перебування в «Стяуа» Капетанос став найкращим бомбардиром клубу, повторивши своє досягнення і в наступному сезоні.
2011 року підписав контракт з клубом "Клуж" по вільному трансферу. Через 2 роки вдруге гравця підписує "Стяуа", заплативши "Клужу" 200 000 євро. Однак надовго закріпитися Пантелісу не вдалось. Влітку 2014 року він повертається на Батьківщину і підписує контракт з клубом "Шкода КсантІ"
У національній футбольній збірній Греції Пантеліс Капетанос дебютував 3 травня 2010 року в матчі зі збірною Сенегалу. Вийшовши, в стартовому складі, був замінений у перерві. 25 травня в контрольному матчі з КНДР провів на полі заключні 45 хвилин. Провівши ці два матчі за збірну, Капетанос опинився в заявці на Чемпіонат світу 2010 року, учасник світової першості в ПАР.

## Досягнення
- Чемпіон Румунії (2):

ЧФР Клуж:  2011-12
Стяуа:  2013-14